# Salentein

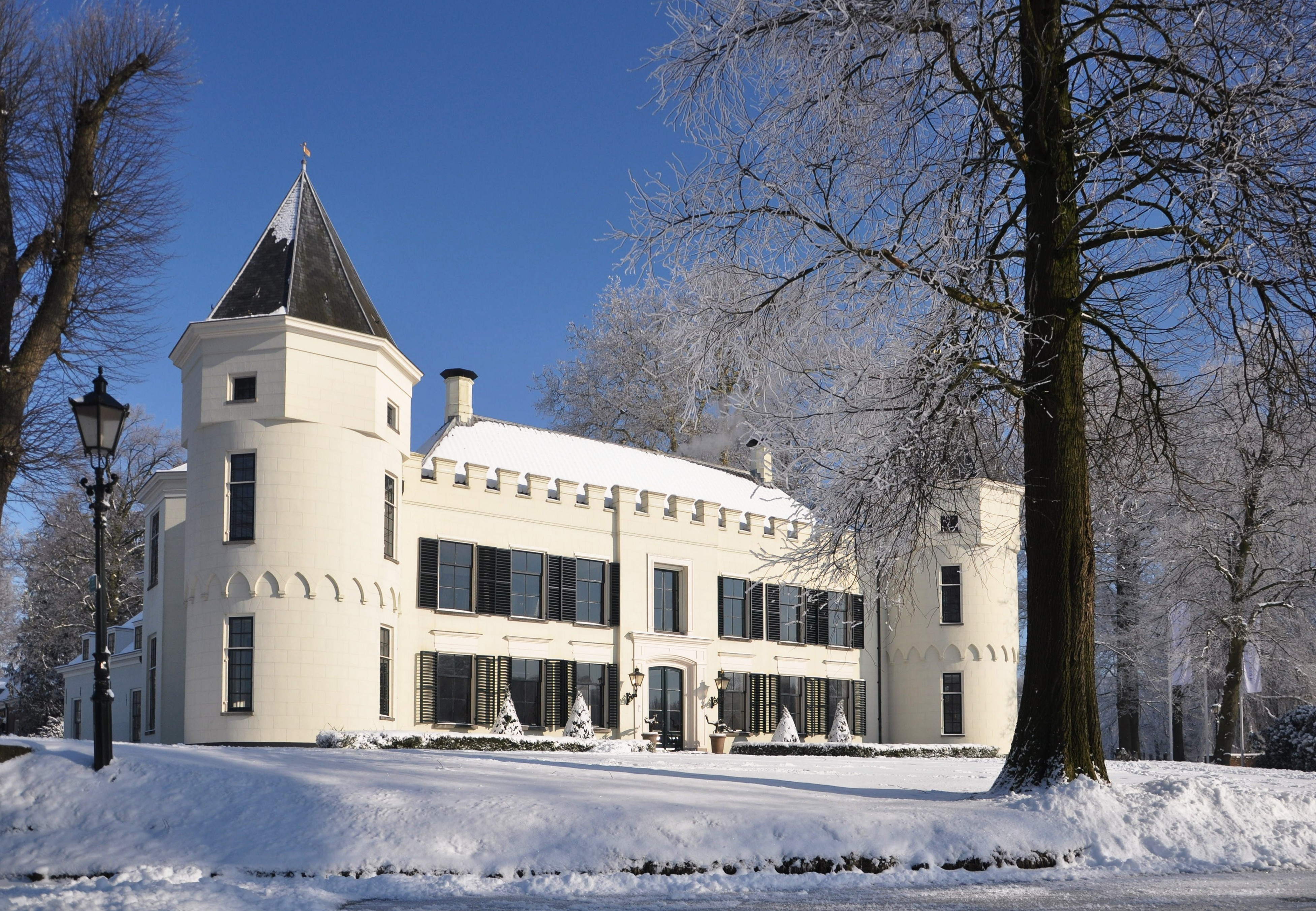
Huize Salentein in de winter

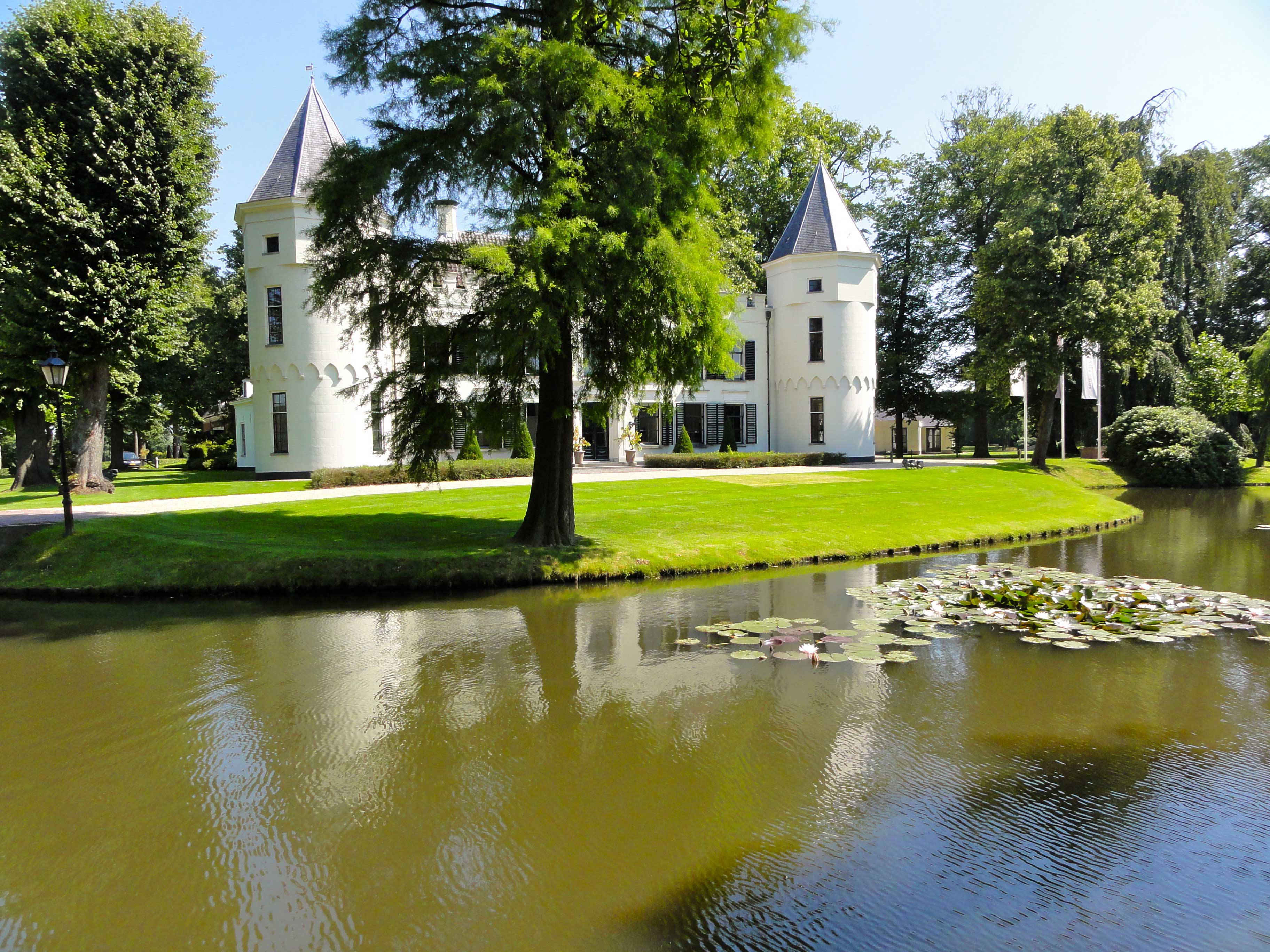
De Salentein binnen het parkachtige landschap

Salentein is een landgoed met bijbehorend landhuis nabij de Gelderse plaats Nijkerk.

## Geschiedenis
Oorspronkelijk stond op deze plaats een uit de 16e eeuw daterende boerenhofstede "Groot Vaneveld". In de 18e en 19e eeuw was het landgoed eigendom van de familie Van Westerveld. Zij breidde de boerderij uit en verfraaide deze. Zo werd de basis gelegd voor de buitenplaats die door Heribert van Westerveld Salentein genoemd werd.

## Beschrijving
Het hoofdgebouw dateert gedeeltelijk uit de 18e eeuw. De achtervleugel werd in die tijd gebouwd. De symmetrisch vormgegeven voorgevel ligt naar het zuidwesten. De entree bevindt zich in het middenrisaliet in de voorgevel. Boven de entree is het risaliet op de verdieping voorzien van een zesruitsvenster. Ter weerszijden van dit risaliet bevinden zich drie zesruitsvensters op de begane grond en drie op de verdieping. Deze twaalf vensters in de voorgevel zijn voorzien van groene luiken. De ronde hoektorens hebben een zeskantige bovenbouw en worden bekroond met een door leien bedekte spits. In het achterste deel van het pand, dat bestaat uit één bouwlaag, bevinden zich nog vensters die dateren uit de 18e eeuw. Het gehele pand wordt gedekt door een samengesteld schilddak. Voor de huis ligt een grote vijverpartij, die gedeeltelijk fungeert als omgrachting. Het pand is erkend als rijksmonument vanwege de ouderdom, de architectuur, de kenmerkende ligging en de samenhang met de overige onderdelen van het complex.
Ook diverse andere delen van het complex, zoals de tuin en het park, een tweetal bruggen, een koetshuis met schuur, een dorsmolen, een dubbele dienstwoning, een grafkelder en een tuinmuur met schuur zijn als rijksmonument erkend.
De bouwstijl wordt door de rijksdienst voor het cultureel erfgoed getypeerd als "pseudo-middeleeuws met neogotische kenmerken". De gietijzeren toegangsbrug dateert uit 1849.

### Hoektorens en kantelen
De twee hoektorens en kantelen zijn later toegevoegd. Vaak werd en wordt geschreven dat dit gebeurde in het jaar 1906. Dit jaartal werd voor het eerst genoemd in een krantenartikel in 1956. Nader onderzoek door Corrie C. de Kool-Verhoog heeft echter andere feiten opgeleverd.
In het archief van de gemeente Nijkerk is te vinden dat er tot tweemaal toe een aanvraag voor een bouwvergunning is gedaan door architect A. Jurling. Op 27 mei 1907 vroeg Jurling toestemming om aan den Zuid Westelijken hoek van den Huize Salentein te mogen aanbrengen een uitgebouwd gedeelte. Het betreft hier de bouw van de eerste toren.
Op 22 juni 1909 richtte Jurling zich nogmaals tot het gemeentebestuur. Ditmaal vraagt hij toestemming om aan den Zuidoostelijk hoek van den voorgevel van Den Huize Salentein gelegen onder deze gemeente, te mogen aanbouwen een toren, geheel overeenkomstig die, welke aan den Zuidwestelijken hoek van genoemden voorgevel is aangebouwd. Zo werd twee jaar later de tweede toren gebouwd.
Mogelijk zijn de kantelen ook in 1909 toegevoegd, want op de bouwtekening die Jurling tezamen met zijn aanvraag inleverde in 1907, zijn ze nog niet te zien.

## Eigenaren
In de 18e eeuw was de familie Van Westervelt, die sleutelposities bekleedde in de stad Harderwijk, eigenaar van Salentein; Heribert van Westervelt noemde zich heer van Salentein. Zijn dochter Alyda Johanna van Westervelt (1782-1811) trouwde in 1801 met Paul Engelbrecht van Hangest baron d’Yvoy (1776-1843). Een dochter van de laatste, Anna Magdalena van Hangest barones d’Yvoy (1818-1877) trouwde met jhr. mr. Hendrik Maurits van Weede (1817-1866) die er beiden woonden en overleden; hun kinderen werden er vanaf 1855 geboren en de familie Van Weede was enige decennia eigenaresse. Een dochter van de laatsten, jkvr. Jacqueline Pauline van Weede (1853-1940), trouwde met jhr. mr. Jan Hendrik van Haersma de With (1852-1900), welke laatste op Salentein overleed. Daarna kwam het aan de familie De With; de laatste De With die eigenaar was van Salentein, jhr. Henrik Maurits Daniël van Haersma de With (1951), bezat ook De Berencamp, verkocht Salentein, restaureerde De Berencamp en ging daar met zijn gezin wonen.

### Gebruik
Van 1957 tot 1977 was de Salentein in gebruik als kindertehuis Meilust. Omdat het gebouw buiten Nijkerk lag, verhuisde het kindertehuis naar het leegstaande weeshuis in de stad. Salentein is sinds 1980 in het bezit van de familie Pon. In het koetshuis is een restaurant ingericht. Het hoofdgebouw is in gebruik als locatie voor vergaderingen en evenementen.